# 2016年リオデジャネイロパラリンピックのサントメ・プリンシペ選手団
2016年リオデジャネイロパラリンピックのサントメ・プリンシペ選手団は、2016年9月7日から9月18日までブラジルのリオデジャネイロで開催された2016年リオデジャネイロパラリンピックサントメ・プリンシペ選手団の名簿。サントメ・プリンシペは今大会がパラリンピック初参加。

## 選手団
- 人員: 選手 1人
- 開会式旗手: アレックス・アンジョス

## 種目別選手・スタッフ名簿及び成績

### 陸上競技
- アレックス・アンジョス
  - （男子100m T45/46/47）棄権 予選敗退
  - （男子400m T45/46/47）50秒94 予選敗退